# Ойгст-ам-Альбис
Ойгст-ам-Альбис (нем. Aeugst am Albis) — коммуна в Швейцарии, в кантоне Цюрих.
Входит в состав округа Аффольтерн. Население составляет 1701 человек (на 31 декабря 2007 года). Официальный код — 0001.